# 11e étape du Tour de France 2001
Pour un article plus général, voir Tour de France 2001.
La 11e étape du Tour de France 2001 a eu lieu le 18 juillet 2001 entre Grenoble et Chamrousse sur une distance de 32 km et sous la forme d'un contre-la-montre individuel. Elle a été remportée par l'Américain Lance Armstrong (US Postal Service) devant l'Allemand Jan Ullrich (Deutsche Telekom) et l'Espagnol Joseba Beloki (ONCE-Eroski). Le Français François Simon (Bonjour) conserve le maillot jaune à l'issue de l'étape.

## Classement de l'étape
| \| Classement de l'étape \| Classement de l'étape \| Classement de l'étape \| Classement de l'étape \| Classement de l'étape \| \| Coureur \| Coureur \| Pays \| Équipe \| Temps \| \| --------------------- \| ------------------------- \| --------------------- \| --------------------- \| --------------------- \| \| 1er \| Lance Armstrong \| États-Unis \| US Postal Service \| DQ \| \| 2e \| Jan Ullrich \| Allemagne \| Deutsche Telekom \| + 1 min 00 s \| \| 3e \| Joseba Beloki \| Espagne \| ONCE-Eroski \| + 1 min 35 s \| \| 4e \| Roberto Laiseka \| Espagne \| Euskaltel-Euskadi \| + 2 min 03 s \| \| 5e \| Óscar Sevilla \| Espagne \| Kelme-Costa Blanca \| + 2 min 24 s \| \| 6e \| Igor González de Galdeano \| Espagne \| ONCE-Eroski \| + 2 min 31 s \| \| 7e \| Santiago Botero \| Colombie \| Kelme-Costa Blanca \| + 2 min 43 s \| \| 8e \| Christophe Moreau \| France \| Festina \| + 3 min 00 s \| \| 9e \| Sven Montgomery \| Suisse \| La Française des jeux \| + 3 min 07 s \| \| 10e \| Stefano Garzelli \| Italie \| Mapei-Quick Step \| + 3 min 08 s \| |                           |            |                       |              |
| |                           |            |                       |              |
| |                           |            |                       |              |
| Classement de l'étape |                           |            |                       |              |
| Coureur | Coureur                   | Pays       | Équipe                | Temps        |
| 1er | Lance Armstrong           | États-Unis | US Postal Service     | DQ           |
| 2e | Jan Ullrich               | Allemagne  | Deutsche Telekom      | + 1 min 00 s |
| 3e | Joseba Beloki             | Espagne    | ONCE-Eroski           | + 1 min 35 s |
| 4e | Roberto Laiseka           | Espagne    | Euskaltel-Euskadi     | + 2 min 03 s |
| 5e | Óscar Sevilla             | Espagne    | Kelme-Costa Blanca    | + 2 min 24 s |
| 6e | Igor González de Galdeano | Espagne    | ONCE-Eroski           | + 2 min 31 s |
| 7e | Santiago Botero           | Colombie   | Kelme-Costa Blanca    | + 2 min 43 s |
| 8e | Christophe Moreau         | France     | Festina               | + 3 min 00 s |
| 9e | Sven Montgomery           | Suisse     | La Française des jeux | + 3 min 07 s |
| 10e | Stefano Garzelli          | Italie     | Mapei-Quick Step      | + 3 min 08 s |

## Classement général
Ce contre-la-montre tracé entre Grenoble et Chamrousse permet notamment aux grands favoris de cette édition de ce rapprocher du leader du classement général, le Français François Simon (Bonjour). Le porteur du maillot jaune conserve le leadership mais voit notamment le Kazakh Andreï Kivilev (Cofidis) se rapprocher à onze minutes. Le vainqueur de l'étape, l'Américain Lance Armstrong (US Postal Service) gagne une place au détriment de l'Australien Stuart O'Grady (Crédit agricole), qui tombe à la 10e, et revient à treize minutes du leader. Le tenant du titre est toujours suivi de l'Espagnol Joseba Beloki (ONCE-Eroski), de l'Allemand Jan Ullrich (Deutsche Telekom) et du Français Christophe Moreau (équipe cycliste Festina) (qui échangent leurs places) mais avec maintenant entre trois et cinq minutes d'avance.
| \| Classement général \| Classement général \| Classement général \| Classement général \| Classement général \| \| Coureur \| Coureur \| Pays \| Équipe \| Temps \| \| ------------------ \| ------------------------- \| ------------------ \| ------------------------------- \| ------------------ \| \| 1er \| François Simon \| France \| Bonjour \| 46 h 48 min 36 s \| \| 2e \| Andrei Kivilev \| Kazakhstan \| Cofidis-Le Crédit par Téléphone \| + 11 min 01 s \| \| 3e \| Lance Armstrong \| États-Unis \| US Postal Service \| DQ \| \| 4e \| Joseba Beloki \| Espagne \| ONCE-Eroski \| + 16 min 17 s \| \| 5e \| Jan Ullrich \| Allemagne \| Deutsche Telekom \| + 16 min 41 s \| \| 6e \| Christophe Moreau \| France \| Festina \| + 18 min 21 s \| \| 7e \| Igor González de Galdeano \| Espagne \| ONCE-Eroski \| + 19 min 05 s \| \| 8e \| Óscar Sevilla \| Espagne \| Kelme-Costa Blanca \| + 19 min 31 s \| \| 9e \| Santiago Botero \| Colombie \| Kelme-Costa Blanca \| + 21 min 35 s \| \| 10e \| Stuart O'Grady \| Australie \| Crédit Agricole \| + 21 min 48 s \| |                           |            |                                 |                  |
| |                           |            |                                 |                  |
| |                           |            |                                 |                  |
| Classement général |                           |            |                                 |                  |
| Coureur | Coureur                   | Pays       | Équipe                          | Temps            |
| 1er | François Simon            | France     | Bonjour                         | 46 h 48 min 36 s |
| 2e | Andrei Kivilev            | Kazakhstan | Cofidis-Le Crédit par Téléphone | + 11 min 01 s    |
| 3e | Lance Armstrong           | États-Unis | US Postal Service               | DQ               |
| 4e | Joseba Beloki             | Espagne    | ONCE-Eroski                     | + 16 min 17 s    |
| 5e | Jan Ullrich               | Allemagne  | Deutsche Telekom                | + 16 min 41 s    |
| 6e | Christophe Moreau         | France     | Festina                         | + 18 min 21 s    |
| 7e | Igor González de Galdeano | Espagne    | ONCE-Eroski                     | + 19 min 05 s    |
| 8e | Óscar Sevilla             | Espagne    | Kelme-Costa Blanca              | + 19 min 31 s    |
| 9e | Santiago Botero           | Colombie   | Kelme-Costa Blanca              | + 21 min 35 s    |
| 10e | Stuart O'Grady            | Australie  | Crédit Agricole                 | + 21 min 48 s    |

## Classements annexes
| Classement par points | Classement par points | Classement par points | Classement par points | Classement par points |
| Coureur               | Coureur               | Pays                  | Équipe                | Points                |
| --------------------- | --------------------- | --------------------- | --------------------- | --------------------- |
| 1er                   | Stuart O'Grady        | Australie             | Crédit Agricole       | 136 pts               |
| 2e                    | Erik Zabel            | Allemagne             | Deutsche Telekom      | 127 pts               |
| 3e                    | Damien Nazon          | France                | Bonjour               | 90 pts                |
| 4e                    | Sven Teutenberg       | Allemagne             | Festina               | 82 pts                |
| 5e                    | François Simon        | Suisse                |                       | 76 pts                |

| Classement par points | Classement par points | Classement par points | Classement par points | Classement par points |
| Coureur               | Coureur               | Pays                  | Équipe                | Points                |
| --------------------- | --------------------- | --------------------- | --------------------- | --------------------- |
| 1er                   | Stuart O'Grady        | Australie             | Crédit Agricole       | 136 pts               |
| 2e                    | Erik Zabel            | Allemagne             | Deutsche Telekom      | 127 pts               |
| 3e                    | Damien Nazon          | France                | Bonjour               | 90 pts                |
| 4e                    | Sven Teutenberg       | Allemagne             | Festina               | 82 pts                |
| 5e                    | François Simon        | Suisse                |                       | 76 pts                |

| Classement de la montagne | Classement de la montagne | Classement de la montagne | Classement de la montagne | Classement de la montagne |
| Coureur                   | Coureur                   | Pays                      | Équipe                    | Points                    |
| ------------------------- | ------------------------- | ------------------------- | ------------------------- | ------------------------- |
| 1er                       | Laurent Roux              | France                    | Jean Delatour             | 127 pts                   |
| 2e                        | Laurent Jalabert          | France                    | CSC-Tiscali               | 106 pts                   |
| 3e                        | Jan Ullrich               | Allemagne                 | Deutsche Telekom          | 92 pts                    |
| 4e                        | Lance Armstrong           | États-Unis                | US Postal Service         | DQ                        |
| 5e                        | Óscar Sevilla             | Espagne                   | Kelme-Costa Blanca        | 86 pts                    |

| Classement de la montagne | Classement de la montagne | Classement de la montagne | Classement de la montagne | Classement de la montagne |
| Coureur                   | Coureur                   | Pays                      | Équipe                    | Points                    |
| ------------------------- | ------------------------- | ------------------------- | ------------------------- | ------------------------- |
| 1er                       | Laurent Roux              | France                    | Jean Delatour             | 127 pts                   |
| 2e                        | Laurent Jalabert          | France                    | CSC-Tiscali               | 106 pts                   |
| 3e                        | Jan Ullrich               | Allemagne                 | Deutsche Telekom          | 92 pts                    |
| 4e                        | Lance Armstrong           | États-Unis                | US Postal Service         | DQ                        |
| 5e                        | Óscar Sevilla             | Espagne                   | Kelme-Costa Blanca        | 86 pts                    |

| Classement du meilleur jeune | Classement du meilleur jeune | Classement du meilleur jeune | Classement du meilleur jeune | Classement du meilleur jeune |
| Coureur                      | Coureur                      | Pays                         | Équipe                       | Temps                        |
| ---------------------------- | ---------------------------- | ---------------------------- | ---------------------------- | ---------------------------- |
| 1er                          | Óscar Sevilla                | Espagne                      | Kelme-Costa Blanca           | 47 h 08 min 07 s             |
| 2e                           | Francisco Mancebo            | Espagne                      | iBanesto.com                 | + 6 min 24 s                 |
| 3e                           | Sven Montgomery              | Suisse                       | La Française des jeux        | + 6 min 33 s                 |
| 4e                           | Jörg Jaksche                 | Allemagne                    | ONCE-Eroski                  | + 24 min 16 s                |
| 5e                           | José Iván Gutiérrez          | Espagne                      | ONCE-Eroski                  | + 42 min 59 s                |

| Classement du meilleur jeune | Classement du meilleur jeune | Classement du meilleur jeune | Classement du meilleur jeune | Classement du meilleur jeune |
| Coureur                      | Coureur                      | Pays                         | Équipe                       | Temps                        |
| ---------------------------- | ---------------------------- | ---------------------------- | ---------------------------- | ---------------------------- |
| 1er                          | Óscar Sevilla                | Espagne                      | Kelme-Costa Blanca           | 47 h 08 min 07 s             |
| 2e                           | Francisco Mancebo            | Espagne                      | iBanesto.com                 | + 6 min 24 s                 |
| 3e                           | Sven Montgomery              | Suisse                       | La Française des jeux        | + 6 min 33 s                 |
| 4e                           | Jörg Jaksche                 | Allemagne                    | ONCE-Eroski                  | + 24 min 16 s                |
| 5e                           | José Iván Gutiérrez          | Espagne                      | ONCE-Eroski                  | + 42 min 59 s                |

| Classement par équipes | Classement par équipes | Classement par équipes | Classement par équipes |
| Équipe                 | Équipe                 | Pays                   | Temps                  |
| ---------------------- | ---------------------- | ---------------------- | ---------------------- |
| 1re                    | Rabobank               | Pays-Bas               |                        |
| 2e                     | Kelme-Costa Blanca     | Espagne                | + 25 min 08 s          |
| 3e                     | Festina                | France                 | + 52 min 30 s          |
| 4e                     | ONCE-Eroski            | Espagne                | + 52 min 42 s          |
| 5e                     | Bonjour                | France                 | + 56 min 52 s          |

| Classement par équipes | Classement par équipes | Classement par équipes | Classement par équipes |
| Équipe                 | Équipe                 | Pays                   | Temps                  |
| ---------------------- | ---------------------- | ---------------------- | ---------------------- |
| 1re                    | Rabobank               | Pays-Bas               |                        |
| 2e                     | Kelme-Costa Blanca     | Espagne                | + 25 min 08 s          |
| 3e                     | Festina                | France                 | + 52 min 30 s          |
| 4e                     | ONCE-Eroski            | Espagne                | + 52 min 42 s          |
| 5e                     | Bonjour                | France                 | + 56 min 52 s          |